# Kummelholmen
Kummelholmen är en konsthall i förorten Vårberg i södra Stockholm. Namnet härrör från byggnadens fastighetsbeteckning som är Kummelholmen 2.

## Beskrivning
Konsthallen är inrymd i en tidigare byggnad för en oljeeldad hetvattencentral ritad av arkitekt Ingmar Benckert 1967. Anläggningen togs ur drift 1997. Den såldes av Fortum 2013 och rensades på inredning, men har i övrigt i stort sett behållits som den var tidigare. Utställningssalen ligger i en souterrängvåning, en trappa ned från entrén.
Utställningar har bland annat visat verk av Lars Kleen och William Kentridge.